# Francisco Menacho
Francisco Menacho Villalba (Olvera, Cádiz, 11 de febrero de 1954) es un fotógrafo y político español. Fue consejero de Gobernación y Justicia de la Junta de Andalucía, y secretario de Política Municipal de la Comisión Ejecutiva Provincial de Cádiz. Por último ha sido alcalde de Olvera desde 1985 a 1989.

## Biografía
Nace un 11 de febrero de 1954 en Olvera de una familia humilde, su madre de nacionalidad Española y su padre de nacionalidad Holandesa, emigrando de los Países Bajos hacia Olvera, en la provincia de Cádiz. Menacho realizó sus estudios en el Instituto IES Zaframagón, donde más tarde se licenció en Filología Hispánica por la Universidad de Sevilla. 

### Carrera política
En 1985 se afilió al Partido Socialista Obrero Español, donde en dicho año fue investido alcalde de Olvera. Ha sido delegado provincial de la Consejería de Educación y Ciencias (1990-1994), Delegado del Gobierno de la Junta en Cádiz (1994-2000). Antes de ser Consejero, Menacho fue Vicepresidente tercero de la Diputación Provincial de Cádiz, donde ocupó el cargo de portavoz (2003-2007). Igualmente ha sido elegido presidente de la Junta Rectora del parque natural de la Sierra de Grazalema. Por último ha sido presidente de la Vía Verde de la Sierra hasta agosto de 2011. 
Ha sido diputado del Parlamento Andaluz (2012-2015) y senador en las Cortes (2015-2020). 